# پاریس از آن ماست
پاریس از آن ماست (فرانسوی: Paris nous appartient‎) فیلمی معمایی به کارگردانی ژاک ریوت است که در سال ۱۹۶۱ به نمایش درآمد. این فیلم اولین ساخته بلند سینمایی ژاک ریوت و یکی از نخستین فیلم‌های موج نوی سینمای فرانسه محسوب می‌شود.

## بازیگران
- ژان-کلود برایلی
- کلود شابرول
- ژاک دمی
- ژاک ریوت
- ژان مارتن
- ژان-لوک گدار
- مالکا ریبوفسکا
- فرانسواز پِـرِوو